# Aeroport de Takamatsu
L'Aeroport de Takamatsu (高松空港, Takamatsu Kūkō) (IATA: TAK, OACI: RJOT) és un aeroport internacional de segona classe localitzat al municipi de Takamatsu, a la prefectura de Kagawa, a l'illa de Shikoku, Japó. L'aeroport presta servei a la prefectura de Kagawa, al nord-est de Shikoku i rep vols nacionals i de països propers.
L'aeroport disposa d'una terminal amb quatre portes d'embarcament principals. D'aquestes quatre portes, tres d'elles solen estar reservades per a l'ús de Japan Airlines i All Nippon Airways i la restant per a les altres aerolínies i els vols internacionals. A la tercera planta de la terminal s'hi troba una terrassa panoràmica.

## Història
La història de l'aeroport comença el gener de 1944, quan l'Exèrcit Imperial Japonès va començar a construir un aeròdrom militar al poble de Hayashi (actualment integrat a la ciutat de Takamatsu i aleshores pertanyent al districte de Kita). El mateix any i sense haver-se acabat de construir, unitats de combat comencen a utilitzar-lo. L'agost de 1945, en acabar la Segona Guerra Mundial, les instal·lacions són requisades per les forces d'ocupació nord-americanes, tot i que amb la signatura del tractat de San Francisco l'any 1952, l'aeròdrom torna a ser propietat del govern japonés. Al maig de 1955 comencen les operacions d'aviació civil a l'aeròdrom. L'any 1991 l'aeroport va adoptar el seu nom actual i el 1992 comencen els primers vols internacionals. Als anys 2017 i 2018 es van privatitzar la gestió de l'edifici de la terminal i de l'aeroport respectivament en dues empreses que el 2019 es fusionaran, convertint-se l'aeroport de Takamatsu en el segon en tindre gestió privada al Japó després de l'aeroport de Sendai.

## Aerolínies i destinacions

### Nacional
| Ciutats | Nom de l'aeroport                | Aerolínies    |
| ------- | -------------------------------- | ------------- |
| Ōta     | Aeroport Internacional de Tòquio | ANA / JAL     |
| Narita  | Aeroport Internacional de Narita | Jetstar Japan |
| Naha    | Aeroport de Naha                 | ANA           |

### Internacional
| Ciutats        | Nom de l'aeroport                        | Aerolínies                     |
| -------------- | ---------------------------------------- | ------------------------------ |
| Inchon/Seül    | Aeroport Internacional d'Inchon          | Air Seoul / Asiana Airlines    |
| Shanghai       | Aeroport Internacional de Xangai-Pudong  | Spring Airlines                |
| Taoyuan/Taipei | Aeroport Internacional de Taiwan-Taoyuan | China Airlines / EVA Air / JAL |
| Hong Kong      | Aeroport Internacional de Hong Kong      | HK Express                     |

## Transport

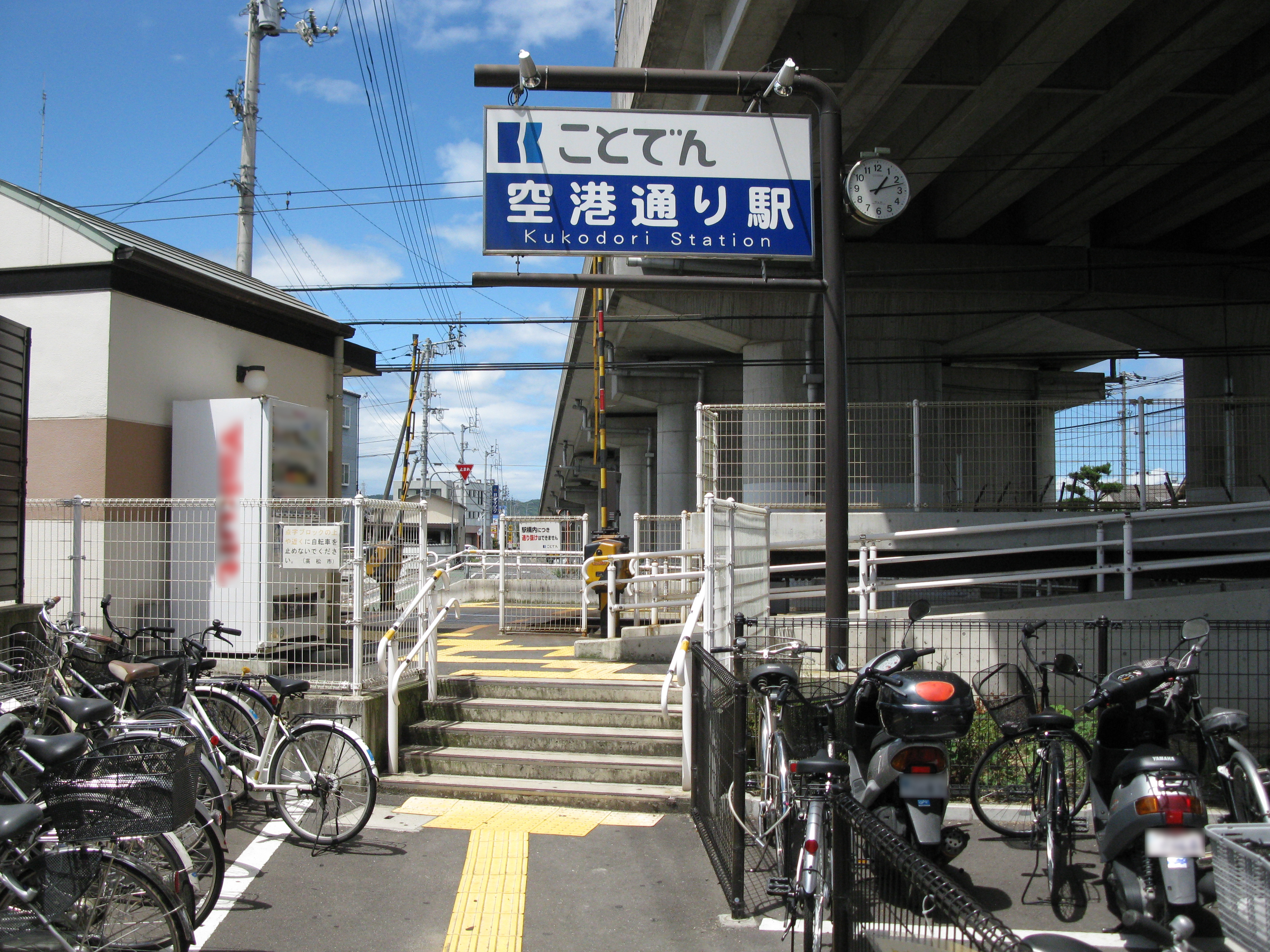
Estació de Kûkô-dôri

Es pot accedir a l'aeroport mitjançant diverses línies d'autobusos locals i exprés i amb taxis.

### Ferrocarril
- Ferrocarril Elèctric Takamatsu-Kotohira (Kotoden)
  - Kūkō-dōri

### Carretera
- Nacional 193